# Calyptrophora clarki
Calyptrophora clarki är en korallart som beskrevs av Bayer 1951. Calyptrophora clarki ingår i släktet Calyptrophora och familjen Primnoidae. Inga underarter finns listade i Catalogue of Life.